# Олевано ди Ломелина
Олѐвано ди Ломелѝна (на италиански: Olevano di Lomellina, на местен диалект: Ulèvän, Улеван) е село и община в Северна Италия, провинция Павия, регион Ломбардия. Разположено е на 105 m надморска височина. Населението на общината е 720 души (към 2017 г.).